# Hiers-Brouage
Hiers-Brouage is een plaats en voormalige gemeente in het Franse departement Charente-Maritime in de regio Nouvelle-Aquitaine en telt 571 inwoners (2004). DDe plaats maakt deel uit van het arrondissement Rochefort.

## Geschiedenis
Zij ontstond in 1825 door de samenvoeging van Hiers en Brouage. Hiers-Brouage is op 1 januari 2019 gefuseerd met de gemeente Marennes tot de gemeente Marennes-Hiers-Brouage. 

## Geografie
De oppervlakte van Hiers-Brouage bedraagt 31,1 km², de bevolkingsdichtheid is 18,4 inwoners per km².
De onderstaande kaart toont de ligging van Hiers-Brouage met de belangrijkste infrastructuur en aangrenzende gemeenten.

## Demografie
Onderstaande figuur toont het verloop van het inwonertal.